# Вітвисте
Вітви́сте (до 1950-х — Маму́т, крим. Mamut) — село Джанкойського району Автономної Республіки Крим. Підпорядковане Єрмаківській сільській раді. Населення становить 69 осіб.

## Географія
Вітвисте — велике село в центрі району, у степовому Криму, висота центру села над рівнем моря — 15 м. Сусідні села: Комсомольське за 2,5 км на південний захід і Придорожнє за 1 км на схід. Відстань до райцентру — близько 8 км на південь, у селі залізнична станція — Мамут.

## Історія
Полустанок, або роз'їзд, Мамут назву отримав по прилеглому колишньому селі, яке було побудоване, мабуть, одночасно із залізницею — у 1874 році, час появи поселення в документах не зафіксовано.
Вперше, як адміністративна одиниця, полустанок Мамут на 769 версті Богемської волості Перекопського повіту згаданий в Статистичному довіднику Таврійської губернії 1915 року.
Після радянської окупації за постановою Кримревкома від 8 січня 1921 року № 206 «Про зміну адміністративних кордонів» була скасована волосна система і в складі Джанкойського повіту (перетвореного з Перекопського) був створений Джанкойський район.
1922 року повіти перетворили в округи. 11 жовтня 1923 року, згідно з постановою ВЦВК, в адміністративний поділ Кримської АРСР були внесені зміни, у результаті яких округи були ліквідовані, основною адміністративною одиницею став Джанкойський район і село включили до його складу.
Згідно Списку населених пунктів Кримської АРСР за Всесоюзним переписом від 17 грудня 1926 року, роз'їзд Мамут, на 821 кілометрі, входив до складу Таганашської сільради Джанкойського району.
Коли селищу при станції було присвоєно назву і статус села за доступними документам встановити не вдалося — в списках перейменувань 1948 року і за період з 1954 по 1968 роки цей факт не відбитий.